# 일본인과 천황
일본인과 천황(일본어: 日本人と天皇 니혼진토텐노[*])은 가리야 데쓰 저자, 슈가 사토 일러스트의 만화 작품이다. 1998년부터 2000년까지 주간 금요일에 연재되었다. 2000년 12월에 이솟푸사에서, 2003년 4월에 고단샤에서 단행본이 출판되었다. 2007년 9월에는 길찾기에서 한국어판이 출판되었다. 일본 천황과 천황제에 대한 내용을 보여주고 있다.